# Insula
|  | Per a altres significats, vegeu «Ínsula». |

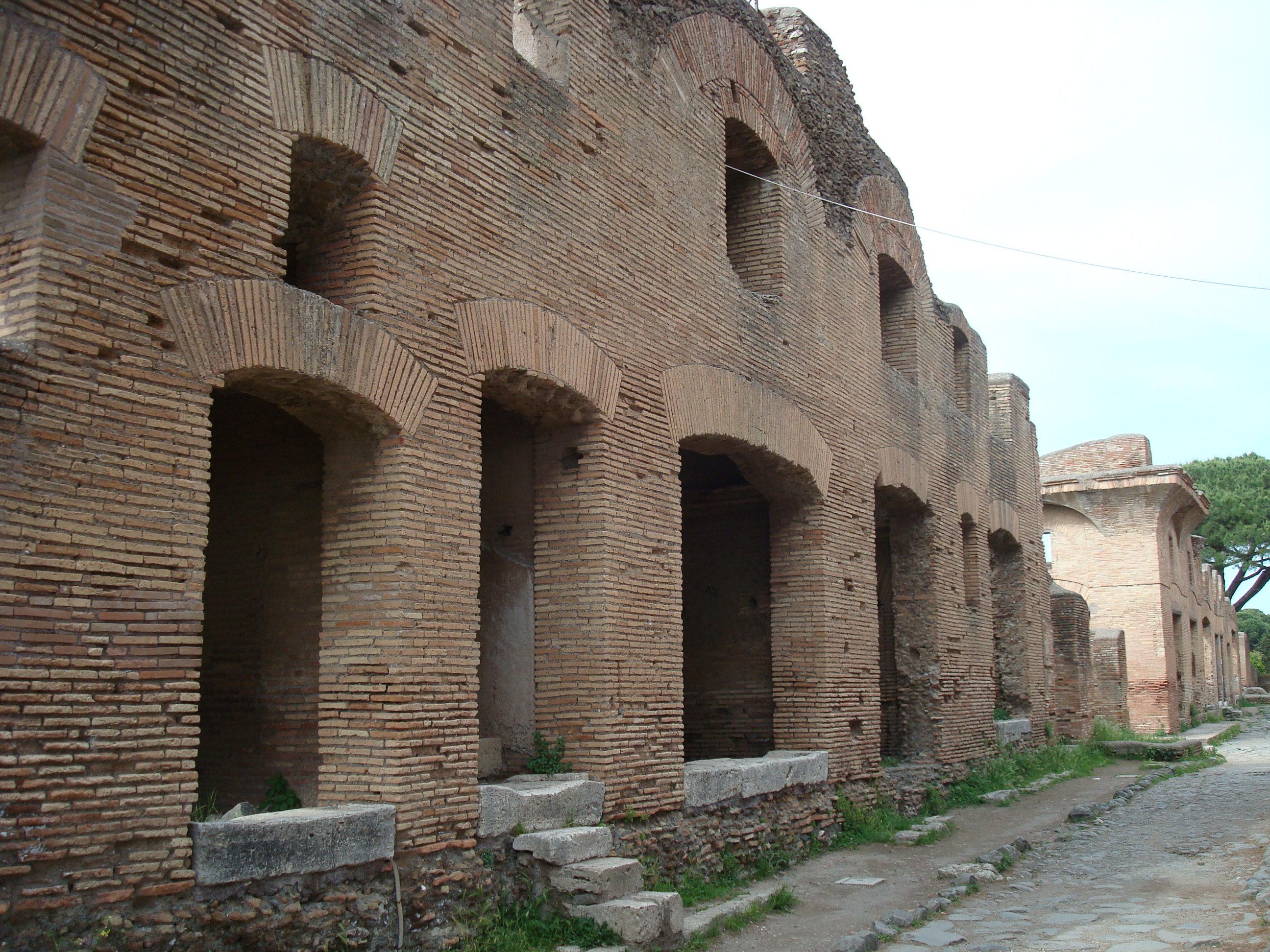
Ruïnes d'una insula a Òstia

Una insula (mot llatí que significa 'illa', en plural insulae; es pronuncia esdrúixol, amb l'accent sobre la i) era, al final del període republicà i durant el període imperial romà, un bloc d'habitatges, normalment en règim de lloguer, de diversos pisos. Les insulae eren utilitzades pels ciutadans que no es podien permetre tenir habitatges particulars (o domus).
Estrabó diu que les insulae, com les domus, tenien aigua corrent i clavegueram, però de vegades aquest tipus d'habitatge es construïa amb una despesa mínima i amb finalitats especulatives, i ltenien els acabats molt deficients. Les insulae es construïen amb fusta, maó i argamassa i eren similars als edificis d'apartaments actuals. Segons Juvenal, tenien tendència a ensorrar-se. Marc Licini Cras tenia moltes propietats a Roma i especulava amb els seus béns immobles. Quan una insula que li pertanyia es va ensorrar, Ciceró va dir que Licini Cras estava content, ja que cobraria més de lloguer per un edifici nou que pel vell que havia perdut. Les habitacions més petites se situaven normalment als pisos superiors de l'edifici, i els pisos més grans i cars eren als pisos inferiors. Les insulae podien tenir fins a nou pisos, abans que August fixés un límit a l'alçada.
Els exemples més ben conservats, datats als segles ii i iii, es troben a Roma prop del Capitoli, a Òstia –el port de Roma–, Pompeia i vora la Vil·la Adriana a Tívoli, entre d'altres.
Es poden classificar en dos tipus bàsics:
- Les del primer tipus tenien tallers i botigues (tabernae) a la planta baixa. A l'entresòl s'hi disposaven els allotjaments per als treballadors d'aquests negocis i les plantes superiors es dividien en apartaments.
- A les del segon tipus, a la planta baixa, en comptes de botigues i tallers s'hi disposaven els habitatges al voltant d'un jardí o un passadís.

## Altres significats
En l'urbanisme romà, també s'anomenaven insulae les illes de cases entre carrer i carrer.